# میشل گوردال
 میشل گوردال (انگلیسی: Michèle Gurdal؛ زادهٔ ۳۰ نوامبر ۱۹۵۲) یک تنیس‌باز اهل بلژیک است. 